# تاكيهيرو إيشيكاوا
تاكيهيرو إيشيكاوا (باليابانية: 石川雄洋؛ بالكانا: いしかわ たけひろ) هو لاعب كرة قاعدة ياباني، ولد في 10 يوليو 1986 في شيميزو ‏ في اليابان.

## وصلات خارجية
- تاكيهيرو إيشيكاوا على موقع الدوري الياباني لكرة القاعدة (الإنجليزية)
- تاكيهيرو إيشيكاوا على موقعبيزبول رفرنس.كوم (الدوري الثانوي) (الإنجليزية)